# 金泰勋
金泰勋（韓語：김태훈，1994年8月15日—）是韓國著名的跆拳道運動員。畢業於東亞大學跆拳道學系。他擁有三枚世錦賽、兩枚亞運會及兩枚亞錦賽、六枚大獎賽的金牌

## 運動生涯
金泰勛1994年8月15日出生於南韓江原道原州市。金從小身體不好，六歲時在父母親的建議下開始練跆拳道，此外他的姐姐曾經也是一名跆拳道選手。金在國高中時就讀的學校皆是跆拳道名校，但表現並不突出，直到2013年剛升上大學時才入選國家隊。
2013年,金泰勋首次代表韓國參加在墨西哥舉辦2013年世界跆拳道錦標賽最後在總決賽中以7比0擊敗中華台北選手許家霖得到金牌之後金泰勛的成績開始突飛猛進，2014至2015年拿下多枚金牌，其中包括世錦賽、亞運、大獎賽，成為國家隊的主力選手。在國家隊成就僅次於李大勛，因此金泰勛擁有李大勛接班人的稱號。
2016年金成功取得奧運會資格，首次參賽奧運，也是韓國跆拳道代表團年紀最輕的選手。在比賽前滿22歲，生日後兩天金泰勛在比賽中因過度緊張發揮不佳，在首輪以10比12敗給泰國選手特温·汉巴，之後在復活賽中以4比1擊敗澳洲選手薩夫萬·哈里爾成功晉級銅牌賽，在銅牌賽中以7比5擊敗墨西哥選手卡洛斯·纳瓦罗獲得銅牌。
奧運結束後一年金從東亞大學畢業之後加入水原市政廳，六月底在17年的跆拳道世錦賽上獲得金牌,完成三連霸
2018年亞運會跆拳道比賽中，金在半決賽和決賽以大比分擊敗分別來自日本和烏茲別克選手，成功二度拿下金牌，他也成為首位在亞運會中獲得兩枚不同量級金牌的跆拳道選手。

## 教育程度
- 校洞初等學校
- 平原中學
- 江原道體育高中
- 東亞大學跆拳道學系學士(103級)

## 歷年成績

### 2013年
- 2013年世界跆拳道錦標賽 -54 金牌
- 曼撤斯特大獎賽 -58 銀牌

### 2014年
- 亞州跆拳道錦標賽 -54 金牌
- 蘇州大獎賽 -58 金牌
- 仁川亞運 -54 金牌
- 克雷塔羅大獎賽 -58 金牌

### 2015年
- 2015年世界跆拳道錦標賽 -54 金牌
- 澳洲公開賽 -54 金牌
- 莫斯科大獎賽 -58 銅牌
- 印尼公開賽 -58 金牌
- 曼撤斯特大獎賽 -58 銅牌
- 墨西哥大獎賽 金牌

### 2016年
- 德國公開賽 -58 金牌
- 奧林匹克運動會 -58 銅牌
- 巴庫大獎賽 -58 銀牌

### 2017年
- 2017年世界跆拳道錦標賽 -54 金牌
- 莫斯科大獎賽 -58 金牌
- 俄羅斯公開賽 -58 金牌
- 塔什干總統盃 -58 金牌
- 拉巴特大獎賽 -58 金牌
- 阿必仁大獎賽 -58 金牌
- 無錫大滿貫賽 -58 金牌

### 2018年
- 亞州跆拳道錦標賽 -58 金牌
- 羅馬大獎賽 -58 銅牌
- 雅加達亞運會-58  金牌
- 桃園大獎賽-58  金牌
- 曼徹斯特大獎賽 -58 銀牌

## 外部連結
- 金泰勛的Instagram帳戶